# Amsterdam Lelylaan
Amsterdam Lelylaan – wiaduktowa stacja kolejowa w Amsterdamie, w prowincji Holandia Północna, wybudowana na podstawie projektu Roba M.J.A. Steenhuisa i otwarta 1 czerwca 1986. W 1997 roku miała miejsce jej renowacja zgodnie z projektem tego samego architekta. Stacja składa się z 2 peronów, z których jeden wykorzystywany jest przez pociągi Nederlandse Spoorwegen, a drugi przez metro linii 50.
Stacja znajduje się około 5 km na południowy zachód od Dworca Centralnego w Amsterdamie, w dzielnicy Slotervaart. Powstała wraz z linią kolejową Amsterdam Centraal-Schiphol.